# Syndikus
|  | For andre betydninger se Syndikat |
En syndikus eller syndicus (senlatin: syndicus, græsk: σύνδικος syndikos, syn- med, sammen + dike retfærdighed) er en jurist, der fungerer som retslig værge og juridisk rådgiver (kurator) for et firma, en stiftelse eller et politisk samfund.
Flere tyske landdage havde således i ældre tid deres fast ansatte syndici, ligesom der i Preussen tidligere fandtes særlige såkaldte kronsyndici, dvs. kronjurister eller ansete retslærde, der på regeringens forlangende skulle afgive betænkning over tvivlsomme statsretslige spørgsmål ligesom de engelske kronjurister.